# 徐逢聘
徐逢聘（？—？），山东登州府蓬莱县人，軍籍，明朝政治人物。

## 生平
万历二十八年（1600年）庚子科山东乡试第十名，萬曆二十九年（1601年）聯捷辛丑科進士，三十三年授临漳县知县，歴南京兵部郎中，四十年升南昌府知府，四十七年官至川北道副使。天启二年以贪纵被參处。